# Toyoji Takahashi
Toyoji Takahashi (高橋豊二?, Takahashi Toyoji; Tokyo, 24 settembre 1915 – Tateyama, 5 marzo 1940) è stato un calciatore giapponese, di ruolo attaccante.

## Carriera

### Nazionale
Viene convocato per le Olimpiadi 1936 in Berlino.